# SRS Informatika
SRS Informatika, hivatalosan SRS Informatika Kft. egy budapesti székhelyű magyar IT vállalkozás. A cég fő profilja kiskereskedelmi informatika rendszerek fejlesztése, telepítése és szervizelése. A Synergon Retail Systems Kft. jogutódja.

## Történet
A Synergon Informatika Nyrt. szervezetén belül 1993-ban megkezdte működését a retail (kiskereskedelmi) üzletág, és kifejlesztésre került a SYNERGON Retail System (SRS) szoftver, az üzletek rendszerbe foglalása, és ERP megoldásokkal való kapcsolódás biztosítása céljából. Rá egy évre a cég IBM RSS Business partneri minősítést szerzett, amit 2001-ben az NCR RetailPartner minősítés megszerzése követett.
2007-ben megalakult a SYNERGON Retail Systems Kft., a Synergon Informatika Nyrt. kereskedelmi megoldásokra szakosodott leányvállalata. A sikeres indulást mi sem bizonyítja jobban, mint az, hogy 2009-ben Steinbinder Romulus, a Synergon Retail Systems Kft. ügyvezetője, átvehette a “Legdinamikusabban startoló magyar cég” elismerő oklevelet a Parlament Vadász termében.
2011-ben Synergon Retail Systems Kft nyerte el az IBM Regionális Kereskedelmi Rendszerek üzletág “Legdinamikusabban Növekvő Retail Partnere” címét. Majd 2012-ben „NATO Beszállításra Alkalmas” tanúsítványt kapott a SYNERGON Retail Systems Kft. A cég kifejezetten trafikok részére kínált, egyedi fejlesztésű pénztárgép rendszere 2013-ban pozitív minősítést szerzett a Nemzeti Dohánykereskedelmi Nonprofit Zrt-től, és a Társaság SRS 4.0 Base NCR-AEE számítógép alapú Online pénztárgépe forgalmazási engedélyt kapott a Magyar Kereskedelmi Engedélyezési Hivataltól (MKEH). Ezt követte ugyan ebben az évben NCR Partner Award for Excellence díj. 2014-ben Steinbinder Romulus ügyvezető 25%-os tulajdonrészt vásárolt a Társaságban. A későbbiekben Synergon Informatika Nyrt. értékesítette a SYNERGON Retail Systems Kft-ben fennálló részesedését. A Synergon Retail System Kft új neve SRS Informatika Kft lett.

## Szolgáltatások
Az SRS Informatika Kft elsősorban online pénztárgépek, jegyértékesítő automaták és beléptető rendszerek fejlesztésével, telepítésével és szervizelésével foglalkozik. Továbbá Webshop (Webáruház) kivitelezést, elektronikus polccímkéket, biztonsági kamerarendszert, robot könyvszkennert (robotic book scanner), vállalatirányítási rendszert, PKI alapú e-számlázást (elektronikus számlázás) nyújt a kiskereskedelmi (retail) szektor szereplőinek.